# 西部を駆ける恋
『西部を駆ける恋』（せいぶをかけるこい、A Lady Takes a Chance）とは、1943年公開のアメリカ合衆国の映画。都会の女性が西部観光ツアーでロデオ・カウボーイと出会い恋をするロマンティック・コメディ。監督はウィリアム・A・サイター、主演はジーン・アーサーとジョン・ウェイン。当時、アーサーの夫であったフランク・ロスが製作した。人気コメディアンのフィル・シルヴァースがツアー・コンダクター役で出演している。

## あらすじ
モリー・J・トゥルーズデイルは、3人の求婚者の反対を振り切り、ニューヨークからバスに乗り、思い付きで決めた西部観光ツアーに旅立つ。西部に入り、モリーがロデオを見物していると、暴れ馬が、乗っているデューク・ハドキンスを投げ飛ばし、デュークはモリーの膝の上に落下する。
2人は親しく言葉を交わし、デュークは酒場でモリーにビールを奢り、カジノではモリーがデュークに幸運をもたらす。しかし、デュークの無二の相棒であるウェイコは、デュークはモリーには相応しくない男だとモリーに言う。デュークはモリーの魅力に惹かれていくが、モリーはその気持ちに応えられないでいる。デュークはモリーを色々な場所に連れて行くが、デュークの腕時計が故障していたことから、ツアー・バスはモリーを置いて出発してしまう。
モリーはデュークとウェイコの車に乗せて貰うのを潔しとせずヒッチハイクを計画するが、夜になってしまい、仕方なくデュークとウェイコの車に乗せて貰うこととなる。3人は野宿をする。男2人は鼾をかいて熟睡するが、モリーは寒くて眠れないことから、デュークが自分の馬サミーにかけた毛布を取り去りそれにくるまって何とか寝る。翌朝、サミーの具合が悪くなったので、デュークがサミーを獣医に診せると、肺炎に罹っているかいないか際どいところだと言われ、経過観察をすることになる。デュークはモリーに対して怒るが、結局、サミーは肺炎ではなく、一同安堵する。
宿泊先のモーテルでモリーは、デュークのために豪華な夕食を用意し、2人は良い雰囲気になるが、最後になってデュークが、自分は愛のために自由を犠牲にするつもりはないのだと言い、部屋を出て行ってしまう。モリーは仕方なくツアー・バスに乗り、ニューヨークに戻ると、早速、3人の求婚者たちがバス停に現れてモリーを巡って争いを始める。そこへデュークが突然現れ、モリーに一緒に西部に来てくれと言う。3人の求婚者たちが驚く中、デュークはモリーを強引に同じツアー・バスに乗せ、バスは西部に向かって出発する。

## キャスト
- モリー・トゥルーズデイル - ジーン・アーサー
- デューク・ハドキンス - ジョン・ウェイン
- ウェイコ - チャールズ・ウィニンジャー
- スマイリー・ランバート - フィル・シルヴァース
- グレッフ・ストーン - ハンス・コンリード

## 興行
582,000ドルの利益を上げた。